# Antonije III. Carigradski
Antonije III. Studit (grčki Ἀντώνιος Γ´ Στουδίτης) bio je grčki redovnik i carigradski patrijarh (974. – 979.). Prije nego što je postao patrijarh, bio je tajnik svog prethodnika, Bazilija I., kojeg je naslijedio nakon što je ovaj prognan iz Carigrada. Antonije je odstupio s mjesta patrijarha te ga je naslijedio Nikola II., a umro je u Carigradu god. 983.
| prethodnik Bazilije I. Carigradski | Patrijarh Konstantinopola 974. – 979. | nasljednik Nikola II. Carigradski |